# オレク・クルパ
オレク・クルパ（Olek Krupa 本名：アレクサンデル・クルパ(Aleksander Krupa) 1947年3月18日 - ）は、ポーランド・リブニク出身の俳優。オレック・クルパとも表記される。

## 主な出演作品

### 映画
- ナインハーフ 9 1/2 Weeks (1985)
- アイボリー・ハンター The Ivory Hunter (1990) 劇場未公開
- ミラーズ・クロッシング Miller's Crossing (1990)
- コールド・ブラッド/殺しの紋章 Men of Respect (1990) 劇場未公開
- マック/約束の大地 Mac (1992) 劇場未公開
- アンダーカバー・ブルース/子連れで銃撃戦!? Undercover Blues (1993) 劇場未公開
- 君だけを見つめて… My Antonia (1994) 劇場未公開
- フェア・ゲーム Fair Game (1995)
- イレイザー Eraser (1996) - セルゲイ・イヴァノヴィッチ・ペトロフスキー役
- ホーム・アローン3 Home Alone 3 (1997) - ピーター・ボープレー役
- バニラ・フォグ Simply Irresistible (1999)
- クリスティーナ・リッチのピンク・モーテル No Vacancy (1999) 劇場未公開
- 人質 Oxygen (1999) 劇場未公開
- ブルー・ストリーク Blue Streak (1999) - ジャン・ラフロール役
- デッド・レイン The Opportunists (2000) 劇場未公開
- 13デイズ Thirteen Days (2000) - アンドレイ・グロムイコ役
- エネミー・ライン Behind Enemy Lines (2001) - ミロスラブ・ロカー役
- ミニミニ大作戦 The Italian Job (2003) - マシュコフ役
- バーン・アフター・リーディング Burn After Reading (2008)
- 人生万歳! Whatever Works (2009)
- ソルト Salt (2010)
- X-MEN:ファースト・ジェネレーション X-Men: First Class (2011)
- ディクテーター 身元不明でニューヨーク The Dictator (2012)
- アドミッション -親たちの入学試験- Admission (2013)
- ドリーム Hidden Figures (2016)
- ワイルド・スピード ICE BREAK The Fate of the Furious / Fast & Furious 8 (2017)
- ベル・カント とらわれのアリア Bel Canto (2018)

### テレビドラマ
- ロー&オーダー Law & Order (1991-1999)
- OZ/オズ Oz (1999)
- LAW & ORDER:性犯罪特捜班 Law & Order: Special Victims Unit (2000)
- アズ・ザ・ワールド・ターンズ As the World Turns (2001)
- LAW & ORDER:犯罪心理捜査班 Law & Order: Criminal Intent (2003)
- 名探偵モンク Monk (2004)
- ブルーブラッド 〜NYPD家族の絆〜 Blue Bloods (2011)
- ホワイトカラー White Collar (2011)
- PERSON of INTEREST 犯罪予知ユニット Person of Interest (2011)
- ジ・アメリカンズ The Americans (2013-2017)
- FOREVER Dr.モーガンのNY事件簿 Forever (2015)
- THE BLACKLIST/ブラックリスト The Blacklist (2015)
- マダム・セクレタリー Madam Secretary (2015) - パヴェル・オストロフ役
- MACGYVER/マクガイバー MacGyver (2016)
- DIVORCE/ディボース Divorce (2016)
- Marvel アイアン・フィスト Iron Fist (2017)
- エレメンタリー ホームズ&ワトソン in NY Elementary (2017)